# Luis de Llano Palmer
Luis de Llano Palmer (Betxí, Plana Baixa, 14 d'octubre de 1918 — Mèxic D.F., 23 d'octubre de 2012) va ser un productor, director i locutor de telenovel·les mexicanes.

## Biografia
Va ser el fill del general Francisco Llano de la Encomienda i Isabel Palmer. Va estudiar dret a la Universitat de València, i va graduar com a advocat. Va participar en la Guerra Civil espanyola com a combatent republicà. A conseqüència de la guerra es va veure obligat a abandonar el país eln 1939. Va arribar a Mèxic com a refugiat polític i va nacionalitzar-se.
Pioner de la televisió mexicana, va treballar com a programador i productor de televisió als canals 2, 4, 5, 8 i 13, obtenint gran reconeixement. Va ser director de producció de Televicentro i director de la programació de Telesistema Mexicano. Després va passar a treballar al Canal 8 de Televisión Independiente de México. Hi fou director amb la fama d'haver creat la telenovel·la d'èxit. També va treballar al Canal 13 i a l'estació hispana de la cadena estatunidenca SIN.
A més es va destacar com a lletrista, traduint i arreglant a l'espanyol cançons i obres de teatre com Mi bella dama, Los fantásticos, La pelirroja, El mago o Anita Pistolas.
Es va casar a mitjan dècada del 40 amb l'actriu Rita Macedo, amb va tenir dos fills: Julissa i Luis de Llano Macedo. El matrimoni va acabar en divorci. Després, es va casar el 1958 amb l'actriu gironina María Rivas (1931-2013), amb qui tingué altres dos fills: Isabel (nascuda el 1959) i Miguel (nascut el 1964). Es van divorciar el 1972. El seu fill Miguel va morir l'11 de setembre de 2007 als 42 anys.
Luis de Llano va morir el 23 d'octubre de 2012 a Mèxic D. F. per causes naturals als 94 anys.